# Cnemidaria horrida
Cnemidaria horrida là một loài thực vật có mạch trong họ Cyatheaceae. Loài này được (L.) C. Presl mô tả khoa học đầu tiên năm 1836.